# دييغو مارتينيز
دييغو مارتينيز (بالإسبانية: Diego Alfonso Martínez) (15 فبراير 1981 بمدينة مكسيكو في المكسيك - ) هو لاعب كرة قدم مكسيكي في مركز الدفاع، شارك في الألعاب الأولمبية الصيفية 2004. وشارك مع منتخب المكسيك لكرة القدم. أما مع النوادي، فقد لعب مع تايجرز أونال ونادي سان لويس ونادي غوادالاخارا ونادي مونتيري ونادي نيكاكسا وتيبورونيس روخوس دي فيراكروز ونادي كواوتيتلان ‏ ونادي موريليا الرياضي ولوبوس لجامعة بينيمريتا ‏ ونادي كيريتارو وريبوسيروس دي لا بيداد ‏.

## وصلات خارجية
- دييغو مارتينيز على موقع قاعدة بيانات كرة القدم.إي يو (الإنجليزية)
- دييغو مارتينيز على موقع ناشيونال فوتبول تيمز (الإنجليزية)
- دييغو مارتينيز على موقع Soccerway.com (الإنجليزية)
- دييغو مارتينيز على موقع أوليمبيديا (الإنجليزية)